# Vítor Crespo
Vítor Pereira Crespo, né le 2 décembre 1932 à Leiria et mort le 29 septembre 2014, est un homme politique portugais membre du Parti social-démocrate (PPD/PSD). Il est ministre de l'Éducation entre 1980 et 1982 et président de l'Assemblée de la République de 1987 à 1991.

## Biographie
Diplômé en chimie de l'université de Coimbra et de l'université de Californie à Berkeley, il mène une carrière professionnelle dans le monde universitaire.
En 1976, il adhère au PPD/PSD et se fait élire député du district de Leiria à l'Assemblée de la République. Il est nommé ministre de l'Éducation et de la Science le 3 janvier 1980, son titre se transformant en ministre de l'Éducation et de l'Enseignement supérieur le 4 septembre 1981.
Il quitte l'exécutif le 12 juin 1982 et devient ensuite président du groupe parlementaire social-démocrate. Après la démission du Premier ministre libéral Francisco Pinto Balsemão le 19 décembre suivant, il est désigné par le PPD/PSD pour former le nouveau gouvernement mais échoue dans sa mission.
À la suite des élections législatives anticipées du 19 juillet 1987, qui voient le PPD/PSD l'emporter avec la majorité absolue, Vítor Crespo est élu le 13 août suivant président de l'Assemblée de la République. Il quitte son poste à l'issue de ces quatre années de mandat, puis la vie politique en 1995.